# پرویز مسجدی
پرویز مسجدی (زاده ۱۳۱۷ در تهران – درگذشته ۳۰ بهمن ۱۴۰۳) داستان‌نویس ایرانی بود.

## زندگی‌نامه
- متولد ۱۳۱۷ تهران.
- تحصیل تا ششم ابتدایی دبستان صابر تهران.
- کوچ خانواده به آبادان ۱۳۲۹.
- ادامه تحصیل – تا دیپلم ادبی دبیرستان محمد رضا پهلوی خرمشهر.
- گذراندن دورهٔ «مدرسه عالی بازرگانی» خرمشهر ۱۳۵۵.

## فعالیت ادبی
- در سال ۱۳۴۵ چاپ اولین داستان کوتاه به نام «خیابان فرعی» در جُنگ ادبیات جنوب
- از سال ۱۳۴۵ تا ۱۳۵۷ همکاری با جُنگ‌های ادبی «فصلی در هنر، مجله خوشه، مجله فردوسی، لوح دفتری در قصه و صفحات ادبی روزنامه‌های کیهان، اطلاعات، مجله گردون»
- عضویت در کانون نویسندگان ایران ۱۳۵۳
- در سال ۱۳۵۸، امضاء نامه به دبیرکل وقت سازمان ملل همراه با چهل نفر از نویسندگان عضو کانون نویسندگان ایران دراعتراض به حمله نظامی عراق علیه ایران. متن و اسامی امضاء کنندگان این نامه از اخبار سراسری رادیو ایران پخش شد.

## آثار منتشر شده

روی جلد کتاب "بازی هر روز"

- سال ۱۳۵۳ چاپ داستانی به نام «جواهر» در جُنگ ادبی «لوح، دفتری در قصه، زمستان ۱۳۵۳».
- سال ۱۳۵۴ چاپ اولین مجموعه داستان به نام «بازی هر روز» شامل ۱۱ داستان کوتاه و ۵ طرح، چاپ اول توسط مجله خوشه و چاپ دوم توسط انتشارات نیل. در سال‌های بعد از این مجموعه، داستان «ستاره» در جُنگ ادبی «فصلی در هنر» و نیز در مجله هفتگی «جهان زنان» و همچنین مجموعه داستان «دیوار» در جُنگ ادبی «چاووش» به‌طور جداگانه چاپ شده است.
- سال ۱۳۵۸ چاپ داستان بلند بنام «جزیره» توسط مؤسسه انتشاراتی امیر کبیر
- سال ۱۳۶۰ چاپ مجموعه جَنگ نوشتهٔ «روزهای مقاومت در خرمشهر» توسط کتابخانه کوچک شامل ۸ داستان
- سال ۱۳۶۱ چاپ داستان «داوطلب» در دفتر ششم نشریه «شورای نویسندگان و هنرمندان ایران»، بهار ۶۱.
- سال ۱۳۸۰ چاپ مجموعه داستان «با گنجشکها بودم» توسط نشر بوم، شامل ۱۲ داستان کوتاه و ۴ طرح
- سال ۱۳۹۳ چاپ مجموعه داستان «رویاهای ماندگار» توسط نشر من
- سال ۱۳۹۶ چاپ رمان «افکار تیره» توسط نشر خاموش، چاپ اول و دوم ۱۳۹۶.
- سال ۱۳۹۶ چاپ رمان «پاتوق» توسط نشر خاموش

## آثار دردست انتشار
- رمان گَنگ تانکی دو: این رمان دربارهٔ شهر آبادان پس از جنگ ایران و عراق است. شهر آبادان که قبل از جنگ یکی از شهرهای پر جوش و خروش و زنده بود، اکنون افسرده و غمگین است …
- رمان باد در قفس: دربارهٔ زندگی کسی که در شروع داستان یک شاگرد بازار تهی دست است که با اتکا به هوش ذاتی و استعداد فطری، مدارج سرمایه‌دار شدن را به سرعت طی می‌کند و هم‌پالگی شاپور غلامرضا و سایر درباری‌ها می‌شود …
- رمان جنگ: رمان جنگ وصف صحنه‌هایی از جنگ ایران و عراق از سی و یکم شهریور ۱۳۵۸ تا سقوط خرمشهر است …
- مجموعه داستان کوتاه یادداشت‌های بهاری
- خاطره‌نویسی زمستان ۶۰

## برخی از مطالب مرتبط با آثار چاپ شده
وقتی بنز کرایه خرمشهر – آبادان از آخرین پیچ «بریم» گذشت، کاظم با دست، شیشهٔ بخار گرفتهٔ ماشین را پاک کرد و «آبادان» رادید که عبوس و فسرده، زیر دانه‌های ریز باران نشسته و از گوشه و کنار چهره اش شیارهای عمیقی از رنج و اندوه به آسمان کشیده شده است.
داستان «دیدار» از آن نوع داستان‌هایی است که «ماجراً ندارد. در این داستان» اتفاقی" روی نمی‌دهد و حادثه‌ای شکل نمی‌گیرد. داستان بیشتر با فضاسازی و استعاره، حول عکس‌العمل روحی شخصیت اصلی داستان پیش رفته است. پرویز مسجدی با گرد آوری عناصری نمادین و تصاویری – گاه – استعاری پیرامون گشت و گذار شخصیت اصلی در زادگاهش، کوشیده است به درونمایهٔ مورد نظرش در این داستان جان و جسمی ببخشد. اما این همهٔ مطلب نیست … فضای مبهم، زبان در پرده و گاه استعاری و تصویرهای دهنی در این داستان نقش یک پوشش را دارد و ناشی از الزام داستانی نیست. و این به شرایط اجتماعی و سیاسی دههٔ پنجاه مربوط است که در آن حرف زدن از زندانی سیاسی و نقد اجتماعی سیاسی، اموری ممنوع بودند…
... کسانی بودند که ماجراهای سادهٔ روزمره را، که از شدت تکرار به صورت «بازی هر روز» طبقات فرو دست درآمده‌اند، به شکلی ساده و گزارشی بازگو می‌کردند. از جملهٔ این داستان نویسان می‌توان پرویز مسجدی را نام برد که کار خود را از سال ۱۳۴۶ در مجلهٔ خوشه آغاز کرد و مجموعه داستان‌هایش تحت عنوان «بازی هر روز» (۱۳۵۴) منتشر شد. داستان‌های مسجدی از نوع اجتماع نگاری‌های شتابزده‌ای است که موج آن در آخرین سال‌های دههٔ سی برخاست و تا نیمه‌های دههٔ چهل پایید. این داستان‌ها یا گزارشی از تأثیر تباه‌کنندهٔ فقر و خرافات است یا عکس‌های رنگ باخته‌ای از تیپهایاجتماعی:
بی‌پناهی کارگری که پس از بیست سال بازخرید می‌شود (داستان بازخرید)

کودکی که همراه مادرِ رو به مرگش به اداره می‌رود تا نحوهٔ دریافت مستمری پدر از دست رفته اش را یاد بگیرد (داستان مستمری)

دعوای دو زن روستایی بر سر پسماندهٔ غذاهای قهوه‌خانه (داستان بازی هر روز)
نمونه‌هایی از موضوع‌های مورد توجه مسجدی هستند. تبلیغ پیام اجتماعی آنقدر مورد توجه اوست که قالب و ساختمان داستان را فراموش می‌کند، در ماجراها حضور می‌یابد و حرف‌هایی در دهان آدمها می‌گذارد که با موقعیت اجتماعی و روحی آن‌ها جور در نمی‌آید. آدمهای داستان‌های مسجدی از شرایط ناهنجار حاکم بر جامعه ضربه می‌خورند و همه چیزشان را می‌بازند. اما هیچ واکنشی از خود نشان نمی‌دهند و حتی به مقابله‌ای برنمی‌خیزند. تنها زنان داستان‌های «سرپوش» و «ستاره» به جستجوی امکان بهتری برای زندگی بر می‌آیند. مسجدی در داستان «سرپوش» موفق به پرداختی هنرمندانه از موقعیت شخصیت‌ها می‌شود. این داستان که از دیدگاه بچه‌های محلهٔ کارگرنشین آبادان بیان می‌شود، داستانی زنده در افشای نقش ویرانگر خرافات در زندگی مردم اعماق است.
در داستان «دیدار» نیز نویسنده با رو در رو قراردادن فضای سرد و گرفتهٔ آبادان، با روحیهٔ پرشور زندانی آزاد شده، موفق به توصیف غیر مستقیمی از ملال زندگی شهری امروز است.